# Lonny Price
Lonny Price (New York, 9 maart 1959) is een Amerikaans televisie- en theateracteur, scenarioschrijver, filmproducent, filmregisseur en toneelregisseur.

## Biografie
Price is geboren in New York, maar groeide op in Metuchen New Jersey. Hij heeft gestudeerd aan de High School of Performing Arts in New York. Hij is begonnen met acteren in kleine theaters met kleine rollen. Zijn eerste grote rol was in 1981 op Broadway met het toneelstuk Merrily We Roll Along. Hierna heeft hij nog diverse rollen gespeeld op het toneel. Ook heeft hij diverse toneelstukken geregisseerd en geschreven. 
Price begon in 1979 met acteren voor televisie in de televisieserie ABC Afterschool Specials. Hierna heeft hij nog enkele rollen meer gespeeld in televisieseries en films zoals The Muppets Take Manhattan (1984), Not Quite Human (1987) en Flodder in Amerika! (1992). Op televisie is hij ook actief als regisseur en scenarioschrijver, zo heeft hij vijf afleveringen geregisseerd van de televisieserie Desperate Housewives.

## Prijzen
- 2011 Emmy Awards in de categorie Uitstekende Regie in een Televisieserie met de televisieserie Great Performance – genomineerd.
- 2008 Emmy Awards in de categorie Uitstekende Regie in een Televisieserie met de televisieserie Great Performance – genomineerd.
- 2002 Emmy Awards in de categorie Uitstekende Regie in een Musicalfilm met de film Sweeney Todd: The Demon Barber of Fleet Street in Concert – gewonnen.
- 1995 Daytime Emmy Awards in de categorie Uitstekende Regie in een Televisieserie met de televisieserie One Life to Live – genomineerd.

## Filmografie

### Films
Uitgezonderd korte films.
- 2017 Dirty Dancing - als Neil Kellerman
- 1996 O. Henry's Christmas - als Jack
- 1992 Flodder in Amerika! – als Geoffrey
- 1989 Jacob Have I Loved – als Mr. Rice
- 1988 Hot to Trot – als Frank
- 1987 Not Quite Human – als Mr. Sturges
- 1987 Dirty Dancing – als Neil Kellerman
- 1984 The Muppets Take Manhattan – als Ronnie Crawford
- 1981 The Chosen – als Davey

### Televisieseries
Uitgezonderd eenmalige gastrollen.
- 2013 2 Broke Girls - als regisseur - 2 afl.

### Filmregisseur
- 2021 Show of titles - film
- 2005 – 2019 Live from Lincoln Center – televisieserie – 10 afl.
- 2005 - 2018 Great Performances – televisieserie – 4 afl.
- 2012 - 2016 2 Broke Girls - televisieserie - 3 afl.
- 2016 Best Worst Thing That Ever Could Have Happened... - documentaire
- 2016 Lady Day at Emerson's Bar & Grill - film
- 2015 Gypsy: Live from the Savoy Theatre - film
- 2015 The Jack and Triumph Show - televisieserie - 2 afl.
- 2010 – 2011 Desperate Housewives – televisieserie – 5 afl.
- 2011 Company – film
- 2010 Master Harold... and the Boys – film
- 2007 Company: A Musical Comedy – film
- 2001 Sweeney Todd: The Demon Barber of Fleet Street in Concert – film
- 1994 One Life to Live – televisieserie – 1 afl.

### Scenarioschrijver
- 2008 - 2019 Live from Lincoln Center – televisieserie – 2 afl.
- 2016 Best Worst Thing That Ever Could Have Happened... - documentaire
- 2005 - 2010 Great Performances – televisieserie – 2 afl.

### Filmproducent
- 2016 Best Worst Thing That Ever Could Have Happened... - documentaire
- 2011 Company - film
- 2010 Great Performances - televisieserie - 1 afl.

## Theaterwerk

### Acteur
- 2001 A Class Act – als Ed
- 1987 Burn This – als Larry
- 1987 Broadway – als Roy Lane
- 1986 Rags – als Ben
- 1982 "MASTER HAROLD" … and the boys – als Hally
- 1981 Merrily We Roll Along – als Charley Kringas
- 1981 The Survivor – als Rudy

### Toneelregisseur
- 2007 110 in the shade - musical
- 2003 "MASTER HAROLD" …and the Boys - toneelstuk
- 2003 Urban Cowboy - musical
- 2001 A Class Act – musical
- 1994 Sally Marr… and her escorts – toneelstuk
- ???? The Education of H* Y* M* A* N K* A* P* L* A* N - toneelstuk
- ???? The Rothschilds - toneelstuk
- ???? Juno - toneelstuk
- ???? Falsettoland – musical
- ???? Sweeney Todd – musical
- ???? Candide – toneelstuk
- ???? Passion – musical
- ???? Camelot – musical
- ???? Gypsy – musical
- ???? Sunday in the Park With George – musical
- ???? Anyone Can Whistle – musical
- ???? Annie Get Your Gun – musical

### Toneelschrijver
- 2001 A Class Act - musical
- 1994 Sally Marr… and her escorts – toneelstuk

- Bibliothèque nationale de France: cb144845174 (data)
- Gemeinsame Normdatei: 1208013831
- International Standard Name Identifier: 0000 0000 6310 9530
- Library of Congress Control Number: n82162609
- MusicBrainz: c50159e6-8c4c-4393-b9c8-6e6a9ffe7923
- Nationale bibliotheek van Australië: 35382557
- Nationale Bibliotheek van Israël: 987007438078405171
- Nederlandse Thesaurus van Auteursnamen: 249338823
- SNAC: w6z64p62
- Virtual International Authority File: 66692745
- WorldCat: E39PBJgCJpV8FWt8xWdw8pbWXd